# Тухтово
Тухтово — деревня в Гостицком сельском поселении Сланцевского района Ленинградской области.

## История
Деревня Тухтова упоминается на карте Санкт-Петербургской губернии Ф. Ф. Шуберта 1834 года.

ТУХТОВО — деревня принадлежит госпоже Мейер, число жителей по ревизии: 10 м. п., 9 ж. п. (1838 год)

Как деревня Тухтова она отмечена на карте профессора С. С. Куторги 1852 года.

ТУХТОВО — деревня действительного статского советника Майера, по просёлочной дороге, число дворов — 3, число душ — 16 м. п. (1856 год)

ТУХТОВО — деревня владельческая при речке Руйке, число дворов — 4, число жителей: 27 м. п., 34 ж. п.. (1862 год)

В XIX — начале XX века деревня административно относилась к Выскатской волости 1-го земского участка 1-го стана Гдовского уезда Санкт-Петербургской губернии.
Согласно Памятной книжке Санкт-Петербургской губернии 1905 года деревня входила в Гостицкое сельское общество.

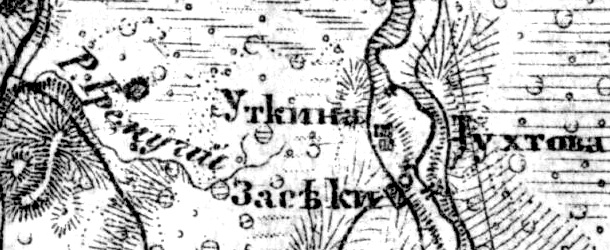
Деревня Тухтово на карте 1919 года

Согласно карте Петроградской и Эстляндской губерний 1919 года на месте современной деревни Тухтово находились деревни: Уткина, Тухтова и Засеки. В деревне Засеки находилась часовня и мост через реку Руя, в деревне Зайцево — водяная мельница.
С 1917 по 1924 год деревня входила в состав Руйского сельсовета Выскатской волости Гдовского уезда.
С 1924 года, в составе Выскатского сельсовета.
С 1927 года, в составе Рудненского района.
С 1928 года, в составе Пелешского сельсовета. В 1928 году население деревни составляло 100 человек.
По данным 1933 года деревня Тухтово входила в состав Пелешского сельсовета Рудненского района.
С августа 1933 года, в составе Гдовского района.
С января 1941 года, в составе Сланцевского района.
С 1 августа 1941 года по 31 января 1944 года, германская оккупация.
С 1963 года, в составе Кингисеппского района.
По состоянию на 1 августа 1965 года деревня Тухтово входила в состав Пелешского сельсовета Кингисеппского района. С ноября 1965 года, вновь в составе Сланцевского района. В 1965 году население деревни составляло 24 человека.
По данным 1973 года деревня Тухтово входила в состав Пелешского сельсовета Сланцевского района.
По данным 1990 года деревня Тухтово входила в состав Гостицкого сельсовета.
В 1997 году в деревне Тухтово Гостицкой волости проживали 11 человек, в 2002 году — 15 человек (русские — 93 %).
В 2007 году в деревне Тухтово Гостицкого СП проживали 32, в 2010 году — 37, в 2012 году — 22, в 2013 году — 28 человек.

## География
Деревня расположена в юго-западной части района к северу от автодороги 41К-188 (Гостицы — Большая Пустомержа).
Расстояние до административного центра поселения — 7 км.
Расстояние до ближайшей железнодорожной платформы Гостицы — 6,5 км.
Через деревню протекает река Руя.

## Демография
| 1862 | 2007 | 2010 | 2017 |
| ---- | ---- | ---- | ---- |
| 58   | ↘32  | ↗37  | ↘4   |

## Инфраструктура
В деревне расположено фермерское хозяйство.